# هيرب ويلش (لاعب كرة قاعدة)
هيرب ويلش (بالإنجليزية: Herb Welch) هو لاعب كرة قاعدة أمريكي، ولد في 19 أكتوبر 1900، وتوفي في 13 أبريل 1967.